# Liero

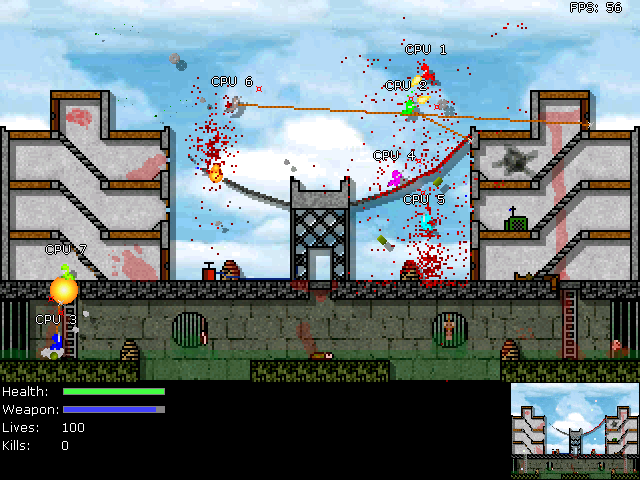
Screenshot van OpenLieroX.

Liero is een computerspel voor MS-DOS, gemaakt door de Finse programmeur Joosa Riekkinen. De eerste publieke versie was 0.52, uitgebracht op 23 november 1998. Het spel is vaak beschreven als 'real-time' Worms of 2D Quake III. Het heeft vele wapens en geluiden overgenomen van zijn voorganger MoleZ. 'Liero' is het Finse woord voor worm en wordt uitgesproken als 'lie-è-rò'.
In Liero vechten twee wormen tot de dood, gebruik makende van een keuze van vijf wapens uit veertig, in een tweedimensionale kaart. Bepaalde delen van het terrein kunnen kapotgaan door explosies, wapens, of door middel van graven. Naast de wapens heeft elke speler ook een ninjatouw dat gebruikt kan worden om sneller door de kaart te bewegen.
Het is mogelijk tijdens het spel de wapens te vervangen door middel van bonussen. Vooraf is in te stellen welke wapens in de bonussen voor mogen komen. Ook kunnen er 'gezondheidspakketjes' opduiken.
Er zijn drie speelmanieren, 'deathmatch' (vechten tot de dood), 'game of tag' (tikkertje) en 'capture the flag' (vlag veroveren). Het kan met twee spelers tegelijk gespeeld worden, of een speler tegen de computer. De populariteit van het spel ligt vooral bij de snelle mens tegen mens-actie.
De laatste versie is 1.33, uitgebracht op 13 februari 1999. De broncode is verloren gegaan waardoor er sindsdien geen nieuwe versies zijn uitgebracht. Riekinnen heeft in 2002 overwogen om Liero 2 uit te brengen, een vernieuwde versie werkend onder Windows 9x. Dit project werd echter al snel gestopt.

Met de toestemming van de auteur heeft de Liero-gemeenschap vele programma's uitgevonden om Liero te bewerken, o.a. LieroKit, LieroM8 en Wormhole. Hierdoor zijn er vele 'mods' en 'totale omzettingen' (TC's) gemaakt.

Ook zijn er vele klonen gemaakt voor verschillende platformen, vaak met interessante toevoegingen. Een aantal klonen maken het mogelijk via het internet te spelen. De bekendste hiervan zijn Gusanos, Liero Xtreme (LieroX), LOSP en Wurmz! Hiervan wordt alleen aan Gusanos en LieroX nog actief gewerkt.
De Liero-gemeenschap is tegenwoordig vooral bijeen op de Liero en ComSer Fora.